# 自由黨 (瑞典)
自由黨（瑞典語：Liberalerna），前称自由人民黨，是瑞典的一个自由主義政黨。
2006年至今，该黨與温和联合党、中間黨和基督教民主黨合組中間偏右執政聯盟──瑞典聯盟，該執政聯盟執政至2014年，是瑞典一個世紀以來最長的中間偏右聯合政府。
该党在瑞典議會中擁有24席，在歐洲議會中擁有3席。